# Крижаний готель

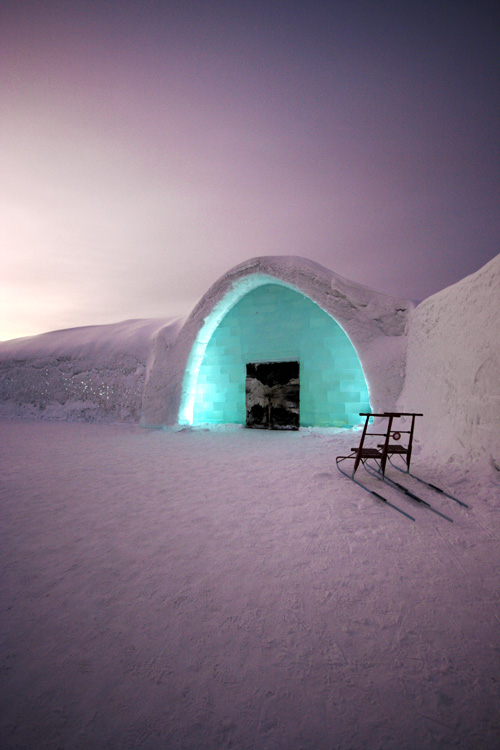
Крижаний готель «Icehotel (Юккас'ярві)» в Юккас'ярві, Швеція, 2007 рік.

Крижаний готель — тимчасовий готель, зроблений зі снігу і скульптурних блоків з льоду. Подібні споруди зводяться на кошти спонсорів і мають спеціальні функції для мандрівників, які зацікавлені в новинках і незвичайних умовах, тому класифікуються як готелі для туристів.
Крижані готелі існують в декількох країнах і мають різні архітектурні стилі, послуги та зручності. Такі споруди є у Швеції, Канаді, Норвегії, Румунії, Фінляндії.